# Cindy Blackstock
Cindy Blackstock (geb. 1964 in Burns Lake, British Columbia) ist eine kanadische Indigenen- und Kinderrechtsaktivistin. Sie gehört der Volksgruppe der Gitxsan an und ist Exekutivdirektorin der First Nations Child and Family Caring Society of Canada. Außerdem ist sie Lehrstuhlinhaberin an der Schule für Soziale Arbeit der McGill University in Montreal.

## Herkunft und Ausbildung
Cindy Blackstock kam 1964 in Burns Lake im westkanadischen Bundesstaat British Columbia als Angehörige der Gitxsan zur Welt. Sie absolvierte ihr Grundstudium an der University of British Columbia und erwarb jeweils einen Master in Management an der McGill University und für Kinderrechte in Justiz und Politik an der Loyola University Chicago. An der University of Toronto promovierte sie zur PhD in Sozialarbeit.

## Menschenrechtsbeschwerde und Bundesgerichtsverfahren
Im Jahr 2007 reichten die Versammlung der First Nations und Cindy Blackstocks Arbeitgeber, die First Nations Child and Family Caring Society of Canada, eine Beschwerde gemäß dem Canadian Human Rights Act (CHRA) ein, da aus ihrer Sicht der kanadische Staat Kinder der First Nations diskriminierte, indem es die Kinderfürsorge in den Reservaten ständig unterfinanzierte. Daraufhin stellte das Department of Aboriginal Affairs Blackstock ohne konkreten Verdacht unter Beobachtung.
In der Menschenrechtsbeschwerde wurden auf Berichte verwiesen, die die Ungleichbehandlung und die Auswirkungen auf Kinder dokumentierten, darunter auch Berichte des Auditor General of Canada und des Ständigen Ausschusses für öffentliche Finanzen.
Die kanadische Bundesregierung unter Stephen Harper bestritt, dass das kanadische Menschenrechtsgesetz eine Grundlage für die Behandlung der Beschwerde sein könne. Sie versuchte, die Kanadische Menschenrechtskommission, die die Beschwerde im Rahmen des CHRA prüfte, davon zu überzeugen, die Beschwerde abzuweisen. Die lehnte dies jedoch ab und verwies sie 2008 zur Verhandlung an das Kanadische Menschenrechtstribunal. Dieses kam nach langen kontroversen Verhandlungen im März 2011 zu dem Urteil, dass die von der Bundesregierung finanzierten Kinderfürsorgeleistungen für First Nations nicht mit den Leistungen verglichen werden könnten, die die Provinzen und Territorien für alle anderen bereitstellten.
Die First Nations Child and Family Caring Society, die Assembly of First Nations und die Kanadische Menschenrechtskommission legten gegen die Entscheidung des Kanadischen Menschenrechtstribunals Berufung beim kanadischen Bundesgericht ein. In seiner Entscheidung, die im April 2012 veröffentlicht wurde, hob der Bundesgerichtshof die Entscheidung des Menschenrechtstribunals auf und entschied, dass es einen Rechtsfehler begangen habe, als es für eine Diskriminierungsanalyse unerhebliche Formalien für wesentlich erklärt habe. Das Urteil des Bundesgerichts machte den Weg für ein anders zusammengesetztes Gremium des kanadischen Menschenrechtstribunals frei.
Eine daraufhin von der kanadischen Regierung eingelegte Berufung gegen das Urteil des Bundesgerichts wurde vom Bundesberufungsgericht im März 2013 zurückgewiesen.
Am 26. Januar 2016 entschied das kanadische Menschenrechtstribunal (2016 CHRT 2) in einer bahnbrechenden Entscheidung, dass die langjährige Unterfinanzierung der Kinder- und Familiendienste in den Reservaten der First Nations durch die Bundesregierung und das Versäumnis, sicherzustellen, dass Kinder der First Nations zu den gleichen Bedingungen wie andere Kinder Zugang zu staatlichen Diensten haben, 163.000 Kinder der First Nations aufgrund ihrer Rasse, nationalen und ethnischen Herkunft diskriminiert.

## Jordan-Prinzip
Das Urteil berief sich auf das Jordan's Principle, das sich als Reaktion auf den Tod des fünfjährigen Jordan River Anderson 2005 Schritt für Schritt im kanadischen Rechtssystem etablierte. Das Kind aus dem Cree-Volk der Kinosao Sipi litt an einer aufwendig zu behandelnden seltenen Muskelerkrankung und die Regierung von Kanada und die Provinzregierung von Manitoba stritten sich jahrelang, wer für die Finanzierung zuständig sei. Das Jordan-Prinzip ist ein Grundsatz für die Politik und die Verwaltung Kanadas, der sicherstellen soll, dass Kinder der First Nations, die in und außerhalb von Reservaten leben, gleichberechtigten Zugang zu allen staatlich finanzierten öffentlichen Dienstleistungen haben, wenn sie diese benötigen. Die Dienstleistungen müssen auf die jeweilige Kultur abgestimmt sein und die historische Benachteiligung vieler Kinder der First Nations im Zusammenhang mit der Kolonisierung voll berücksichtigen. Das Jordan-Prinzip spiegelt die Nichtdiskriminierungsbestimmungen der UN-Kinderrechtskonvention und des kanadischen innerstaatlichen Rechts wider, die keine unterschiedliche Behandlung aufgrund der ethnischen Herkunft zulassen.
Bundesgerichte erließen in den folgenden Jahre immer wieder Anordnungen (2016 CHRT 10, 2016 CHRT 16, 2017 CHRT 14, 2018 CHRT 4, 2019 CHRT 7), die eine unzureichende Umsetzung früherer Entscheidungen konstatierten, die vollständige Umsetzung des Jordan-Prinzips einforderten und die Entschädigung der Opfer von Kanadas diskriminierendem Verhalten anmahnten.
Bundesregierung Trudeau stellte 2018/2019 einen umfangreichen Katalog von über 200.000 Produkte und Dienstleistungen für Kinder der First Nations bereit.
Der Gerichtsfall und Blackstocks Rolle sind Gegenstand eines Dokumentarfilms von Alanis Obomsawin mit dem Titel We Can't Make the Same Mistake Twice, der auf dem Toronto International Film Festival 2016 seine Weltpremiere hatte.
Seit 2012 wird jährlich am 14. Februar auf dem Parliament Hill und in mehreren kanadischen Städten der Have-a-Heart-Day gefeiert.

## Auszeichnungen (Auswahl)
- 2009: Economic Justice fellowship der Atkinson Charitable Foundation
- 2011: National Aboriginal Achievement Award
- Janusz Korzak Medal für ihre Kinderrechtsarbeit
- 2016: Ehrendoktorwürde der Iyiniw Kiskeyihtamowinq Blue Quills First Nations University
- 2017: Ehrendoktorwürde der Osgoode Law School
- 2017: Amnesty International Person of Conscience Award